# Liselott Linsenhoff
Liselott Linsenhoff (n. 27 august 1927, Frankfurt am Main, Republica de la Weimar – d. 4 august 1999, Antibes, Provence-Alpes-Côte d'Azur, Franța) a fost o sportivă ce a reprezentat Germania de Vest, medaliată olimpică. A participat la 3 ediții ale Jocurilor Olimpice (1956, 1968, 1972) în care a câștigat două medalii de aur, două medalii de argint și o medalie de bronz.